# US Green Building Council
El Consejo de la Construcción Ecológica de Estados Unidos (U.S. Green Building Council - USGBC) es una organización sin ánimo de lucro que promueve la sostenibilidad en el diseño, construcción y funcionamiento de los edificios en EE. UU.
Es conocido principalmente por el desarrollo del sistema de directivas del Leadership in Energy and Environmental Design (LEED), conferencia verde que promueve la industria de la construcción de los edificios verdes, incluyendo los materiales medioambientalmente responsables, técnicas de arquitectura sostenible y cumplimiento de las normativas públicas vigentes. 
Comprende más de 13 000 organizaciones miembros de cada sector de la construcción y trabaja para promover los edificios que son medioambientalmente responsables, provechosos y lugares sanos donde vivir y trabajar. Para alcanzar esto ha desarrollado una variedad de programas y servicios, que trabajan de cerca con organizaciones de la industria dominante, con las agencias de investigación y con las agencias tanto federales, del estado, así como con las locales.
También ofrece una serie de oportunidades educativas, incluyendo talleres y seminarios en internet enfocados en la educación del público en general y de los profesionales de la industria en diversas facetas del sector de la construcción verde, desde los fundamentos hasta una información más técnica. A través de su Green Building Certification Institute, anteriormente el « LEED Accredited Professional program » (programa LEED de Acreditación Profesional), el USGBC brindó a profesionales de la industria la ocasión de desarrollar maestría en el campo del edificio verde y de recibir la acreditación como profesionales de bioconstrucción. 

## Directivas en Energía y Diseño Ambiental (LEED)
La organización estableció pruebas patrones para el LEED Green Building Rating System en el 2000. El LEED es un marco para determinar metas tanto de construcción como de sostenibilidad del funcionamiento del edificio. Actualmente se encuentran disponibles los sistemas de graduación de LEED para las nuevas construcciones, los edificios existentes, los interiores comerciales, estructuras y exteriores, escuelas, comercios y hogares, y los sistemas de grado están en fase piloto o en fase de desarrollo para los desarrollos urbanos y los centros de asistencia médica. La certificación es generalmente voluntaria, pero requerida o bajo estudio como requisito para ciertos edificios en muchas localidades de Estados Unidos.[cita requerida]